# Attaque du Hamas contre Israël d'octobre 2023
Cet article concerne l'opération militaire du Hamas en Israël le 7 octobre 2023. Pour la guerre subséquente, voir Guerre à Gaza depuis 2023.
Guerre à Gaza depuis 2023
Batailles
Chronologie
- 2023
- 2024

Engagements militaires
- Attaque du Hamas contre Israël
  - Réïm
  - Sdérot
  - Sufa
  - Zikim
- Guerre Israël-Hezbollah
  - Invasion israélienne du Liban
- Invasion israélienne de la bande de Gaza
  - Beit Hanoun
  - Siège de Gaza
    - Hôpital Al-Shifa
    - Shuja'iyya

  - Khan Younès
- Incursions israéliennes en Cisjordanie
- Rafah

Attaques et massacres
- Festival de musique de Réïm
- Netiv HaAsara
- Alumim
- Be'eri
- Ein Hashlosha
- Holit
- Kfar Aza
- Kissoufim
- Nahal Oz
- Nir Oz
- Nirim
- Nir Yitzhak
- Camp de Jabaliya
  - Attaque du 31 octobre
- Al-Shati
- Tour Hajji
- Évacuations de Gaza
- Poste de frontière d'Erez
- Hôpital Al-Ahli Arabi
- École de l'UNRWA
- Église Saint-Porphyre
- Convoi médical d'Al-Shifa
- Camp d'Al-Maghazi
- École Al-Buraq
- Massacre de la farine
- Tel al-Sultan

Débordement
- Implication des Houthis
  - Attaques de Taba et Nuweiba
  - Détournement du Galaxy Leader
  - Opération Gardien de la prospérité
  - Attaque du Maersk Hangzhou
  - Frappes au Yémen
  - Opération Aspides
- Attaques des bases américaines au Proche-Orient
  - Tour 22
  - Bombardements du 3 février 2024
- Assassinat de Saleh al-Arouri
- Conflit Iran-Israël
  - Damas
  - Bombardements d'avril 2024
  - Bombardements d'octobre 2024

Voir aussi
- Crise humanitaire
- Enlèvements
- Blocus de la bande de Gaza
- Crimes de guerre
- Pertes humaines
- Évacuations
  - Nord de la bande de Gaza
- Couverture médiatique
- Réactions internationales
- Manifestations
- Anti-palestinisme
- Islamophobie
- Antisémitisme

L'attaque du Hamas contre Israël d'octobre 2023 désigne une série d'attaques terroristes contre des localités et bases militaires israéliennes du pourtour de la bande de Gaza. Ces attaques sont menées principalement par les Brigades al-Qassam, la branche militaire du Hamas, soutenues par d'autres groupes armés palestiniensainsi que des civils gazaouis, depuis la bande de Gaza vers les zones frontalières (enveloppe de Gaza) du district sud d'Israël, un jour de Shabbat et le jour de la fête de Sim'hat Torah. Les attaques, appelées opération Déluge d'al-Aqsa (arabe : عملية طوفان الأقصى (ʿamaliyyat ṭūfān al-ʾAqṣā) par le Hamas et d'autres groupes armés palestiniens, et le Samedi noir (hébreu : השבת השחורה), le massacre de Sim'hat Torah (hébreu : הטבח בשמחת תורה) en Israël, ou plus communément les attaques du 7 octobre en Israël, déclenchent une nouvelle guerre dans la bande de Gaza, près de cinquante ans jour pour jour après le début de la guerre du Kippour, le 6 octobre 1973.
Les attaques commencent tôt le matin par une attaque de 2 500 à 5 000 roquettes contre Israël,. Des Palestiniens franchissent la barrière entre la bande de Gaza et Israël pour attaquer des bases militaires, le festival de musique Nova près de Réïm,, et les communautés israéliennes voisines de Kfar Aza, Nir Oz, Nahal Oz, Be'eri et Ofakim.
L'attaque cause la mort de plus de 1 188 personnes, hommes, femmes et enfants - dont 350 soldats et policiers israéliens - et en blesse 4 834.
Les Brigades al-Qassam enlèvent 251 personnes afin de les échanger contre des prisonniers palestiniens. Elles sont détenues dans la bande de Gaza par le Hamas, le Jihad Islamique palestinien et d'autres groupes armés. Parmi les otages se trouvent une quarantaine d'enfants et adolescents,,,,. Lors de négociations, 111 ont été libérés.
Selon un rapport de Human Rights Watch, "des centaines" de crimes de guerre ont étés commis ce jour-là, dont des crimes sexuels.

## Contexte

### Récapitulatif du conflit israélo-palestinien
La bande de Gaza — qui a comporté une communauté juive jusqu'en 1929, — est située dans les frontières fixées par les accords d'armistice israélo-arabes de 1949, et compte alors 80 000 habitants auxquels se joignent environ 200 000 réfugiés de la guerre israélo-arabe de 1948-1949, lesquels ont dès lors constitués la majeure partie de sa population. Au cours de cette guerre 75 % des Palestiniens ont été expulsés de leurs villages et de leurs maisons, et n’ont ensuite jamais été autorisés par Israël à retourner chez eux, en dépit d'une résolution de l’ONU qui confirmait leur droit au retour. Au terme de la guerre des Six Jours, en 1967, elle passe de la tutelle égyptienne à celle d'Israël qui l'occupe, et y restaure le regroupement de colonies du Gush Katif à partir de 1968 ; en 1971, la bande de Gaza est entourée d'une clôture de sécurité en réaction aux attentats et aux actions armées, en particulier celles de l'Organisation de libération de la Palestine (OLP) dirigée par Yasser Arafat. Ce mouvement créé en 1959 dans le but de détruire l'État d'Israël et d'établir un État palestinien recouvrant la totalité du territoire de la Palestine tel qu'il était défini sous le mandat britannique. L'OLP accepte implicitement dès 1973 l'existence de l’État d’Israël et modifie officiellement en avril 1996 sa charte au profit de la solution à deux États. Restée sous possession israélienne après la rétrocession du Sinaï selon les accords de Camp David de 1979, la bande de Gaza connaît deux soulèvements populaires, les intifadas, violemment réprimés par Israël, en 1987 et en 2000,.
C'est en 1987, lors de la première intifada, que le Hamas est établi comme aile paramilitaire du Mujama al-Islamiya (« Centre islamique »), affilié aux Frères musulmans, et il se pose de ce fait en rival de l'OLP. Initialement apprécié par le gouvernement israélien pour la division ainsi introduite parmi les Palestiniens, le Hamas ne représente alors que 3 % de la population palestinienne mais il apparaît progressivement comme un ennemi d'Israël non moins déterminé que l'OLP, et refuse de s'engager dans les accords d'Oslo conclus entre Yasser Arafat et Yitzhak Rabin en 1993, continuant ses attentats et commençant à viser des civils un an plus tard, après le massacre de la mosquée d'Ibrahim,, où Baruch Goldstein, membre du parti nationaliste-religieux Kach et Kahane Chai, ouvre le feu sur des orants musulmans hébronites lors de l'un des vendredis du Ramadan, faisant 29 morts et 125 blessés. 
Symbolisant la « résistance » face à Israël, le mouvement islamiste prend progressivement l'ascendant sur le Fatah laïc-nationaliste et en 2006, un an après qu'Israël s'est unilatéralement désengagé du Gush Katif au terme de la seconde intifada afin de laisser champ libre à l'Autorité palestinienne, retirant ses troupes militaires et évacuant de force les 21 « implantations » ou « colonies » du Bloc, le Hamas remporte les élections législatives palestiniennes et prend le pouvoir sur la bande de Gaza en 2007 tandis que Mahmoud Abbas, successeur de Yasser Arafat, se replie en Cisjordanie.

### Récapitulatif du conflit israélo-gazaoui
En 2007, à la suite de cette prise de pouvoir, Israël et l'Égypte mettent en place un blocus de la bande de Gaza pour assurer leur sécurité face au Hamas, défini comme « entité hostile »,, mais les réductions de l'import d'une longue liste de « produits « à double usage », qui pourraient être utilisés par les groupes armés », de l'export et de permis de travail en Israël, entraînent « une crise humanitaire permanente dans l'enclave, qui redouble quand il y a des affrontements avec Israël » du fait de son renforcement et des dommages causés par les bombardements israéliens — l'opération Plomb durci menée, en 2008, par Tsahal contre le Hamas en réponse aux tirs de roquettes Qassam lancées de la bande de Gaza depuis 2006, fait 1 400 morts palestiniens dont 758 civils, et treize Israéliens, (le rapport Goldstone mandé par l'ONU, fait état de crimes de guerre commis par Israël tandis qu'Amnesty International accuse les deux belligérants d'atrocités criminelles).
En 2012, l'opération Pilier de défense, se solde sur un bilan de 170 Palestiniens tués dont une centaine de civils, et six Israéliens, dont quatre civils.
Deux ans plus tard, l'opération Bordure protectrice lancée en représailles contre l'enlèvement suivi du meurtre de trois adolescents israéliens, fait plus de 2 200 morts palestiniens, majoritairement des civils, et 74 israéliens, majoritairement des militaires,,.
Le 30 mars 2018, le Hamas décide d’avancer la Marche du retour afin de protester contre le déplacement de l'ambassade américaine à Jérusalem, et Yahya Sinwar — qui a remplacé Ismaël Haniyeh à la tête du Hamas à Gaza l’année précédente —, déclare que « les manifestations se poursuivront jusqu'à ce que la frontière disparaisse ». Au terme des manifestations réprimées par l'armée israélienne, le bilan est de 189 morts et plus de 6 000 blessés côté palestinien après neuf mois.
Yahya Sinwar — libéré en 2011 dans le cadre de l'échange de prisonniers avec Gilad Shalit — annonce alors qu'il renonce à la lutte violente, et aurait fait parvenir un billet à Benyamin Netanyahou où il aurait écrit en hébreu « Risque calculé ». Celui-ci table dès lors sur une stratégie de favorisation du Hamas, non-légitime aux yeux de la communauté internationale, afin d'accentuer les divisions entre le Hamas et Fatah, et empêcher ainsi la création d'un État palestinien ; le gouvernement israélien qu'il mène reconnaît de facto la souveraineté du Hamas sur Gaza, permet aux aides qataries de lui parvenir, et accorde 20 000 permis de travail aux habitants de Gaza.
Les affrontements ultérieurs entre Israël et le Hamas — dont la crise israélo-palestinienne de 2021 (opération Épée d’al-Quds pour le Hamas, opération Gardien des Murailles pour Israël) qui survient lors d'émeutes, en particulier dans les villes à population juive et arabe, au cours du Ramadan et se solde au terme d'onze jours d’affrontements militaires par un bilan de plus de 200 morts, —, ne modifient pas fondamentalement cette conception, et les représailles israéliennes visent à affaiblir le Hamas plutôt qu'à l'éliminer. En outre, tant Tsahal que le Shin Bet estiment qu'il a été dissuadé de recourir à la violence depuis la fin de l'opération Gardien des Murailles, et préfère se concentrer sur la reconstruction de la bande de Gaza,. De fait, lors du dernier affrontement en date (opération Bouclier et Flèche pour Israël, opération Revanche des hommes libres pour le Jihad islamique palestinien) qui s'est conclu le 13 mai 2023 par une trêve résultant d'une médiation égyptienne après cinq jours d'affrontement militaire, le Hamas n’a officiellement pas pris part aux évènements et s'est ostensiblement distancié du Jihad islamique palestinien. Israël a donc envisagé d'alléger les conditions du blocus sur la bande de Gaza, de crainte qu'une nouvelle escalade ne compromette le processus de normalisation avec l'Arabie saoudite,.
Au total, les différentes guerres et opérations militaires menées sur la bande de Gaza ont fait selon le Bureau de coordination des affaires humanitaires de l’ONU, entre 2008 et septembre 2023, ont tué 6 407 Palestiniens et 308 Israéliens. Soit 20 fois plus de Palestiniens tués que d’Israéliens.

### Colonisation de la Cisjordanie
Human Rights Watch et Amnistie internationale ont qualifié le système israélien instauré dans les territoires occupés d’« apartheid ».

### Gaza à la veille de l'attaque
En 2023, la bande de Gaza qui est l'une des zones les plus densément peuplées du monde, la population vit dans une détresse humanitaire permanente et dont environ 80 % dépend, selon l'ONU, de l'aide internationale tandis que près de 50 % a besoin d'une aide alimentaire quotidienne. La consommation moyenne d'eau, environ 88 litres par jour, est inférieure à celle que l'Organisation mondiale de la santé estime nécessaire pour les besoins courants (boire, cuisiner, laver et se laver). De plus, le Hamas est accusé de ne pas satisfaire les besoins fondamentaux de la population gazaouie et de répartir inégalement les ressources, limitées par le blocus.
Le Hamas, en tant que gouvernement de Gaza, parti politique et milice armée, aurait un budget annuel estimé à près d'un milliard de dollars,. Environ 100 millions de dollars proviennent des taxes douanières que le Hamas perçoit chaque année sur les produits importés à travers les kilomètres de tunnels qu'il a construits depuis l'Égypte vers Gaza,, et ses activités immobilières clandestines en Arabie saoudite, en Syrie et à Dubaï, lui ont permis d'amasser « d'énormes richesses et ressources » ; l'essentiel de ses ressources provient de l'extérieur : outre les dons privés de riches particuliers, Palestiniens expatriés ou étrangers issus des pays du Golfe, et environ 41 millions de dollars issus de dons en cryptomonnaie depuis 2021, (ceux-ci proviennent d'anonymes sur les réseaux sociaux et d'organisations caritatives musulmanes pour les Palestiniens et autres ONG,), le Hamas perçoit annuellement cent millions de l'Iran, et détournerait une partie des différents programmes d'aide aux territoires palestiniens occupés (salaires, soutien, hôpitaux, développement, humanitaire, droits de l'homme, bourses…) financés par les États-Unis et l'Union européenne, soit 1,11 milliard d'euros pour la période 2021-2024, ainsi que plus d'un milliard et demi de dollars reçus du Qatar au cours de la dernière décennie, et officiellement destinés eux aussi à différentes aides aux Palestiniens. Le Hamas est dirigé à Gaza par Yahya Sinwar tandis que plusieurs membres de la direction politique du Hamas, dont Khaled Mechaal et son successeur Ismaël Haniyeh, sont logés en exil au Qatar où ils entretiennent de bonnes relations avec la famille régnante.
La décision de lancer l'offensive contre Israël s’expliquerait en partie par l’autonomisation progressive de la branche du Hamas dans la bande de Gaza par rapport aux dirigeants en exil, lesquels privilégiaient des négociations avec la communauté internationale, et par l’échec des négociations avec Israël sur la levée du blocus. Les négociations entre le Hamas et Israël, menées avec la médiation de l’Égypte, ont progressé à partir de 2017 mais sans aboutir à aucun accord sur le blocus imposé par Israël depuis 2006. La situation humanitaire dans l'enclave palestinienne a continué à se détériorer, conduisant la population à faire pression sur le Hamas, dont la popularité a reculé. L'échec des négociations aurait décidé le Hamas à opter pour une solution militaire.
L'attaque du 7 octobre 2023 semble avoir été planifiée dans le plus grand secret par une demi-douzaine de commandants du Hamas, dont Mohammed Deif et Yahya Sinwar, tandis que l'échelon politique en a été exclu. Cette planification a débuté au moins un an sinon deux avant sa réalisation — soit immédiatement après la crise israélo-palestinienne de 2021 voire au cours de celle-ci, —, en communiquant exclusivement au moyen d'un réseau téléphonique interne, opérant dans le réseau souterrain de Gaza pour optimiser la discrétion et éviter la détection par des moyens électroniques, (ce réseau souterrain et multi-étagé, bien plus étendu que le territoire sur lequel il est bâti, et assez profond pour résister aux attaques aériennes de l'armée israélienne, constitue lui-même un défi majeur pour cette dernière,). Des bataillons du Hamas s'entraînent au vu et su de tous,. Il dispose par ailleurs de troupes d'assaut navales, et un film de propagande diffusé après l'assaut, le montre s'entraînant au maniement d'ailes volantes en paramoteur en 2022.
Selon le Wall Street Journal, en septembre 2023, 500 membres du Hamas et du Jihad islamique auraient été envoyés en Iran pour y être entraînés par la force Al-Qods, sous la supervision personnelle du général Ismael Qaani (les autorités iraniennes n'auraient cependant pas été au courant de l'opération à venir,,).
Selon la presse israélienne, des explosifs auraient été placés en divers points de la barrière de séparation israélienne sous couvert d'émeutes au cours des semaines qui précèdent l'attaque, et une répétition générale de l'opération semble s'être tenue trois semaines auparavant, avec la pratique de l'isolement de forces militaires, de diversion à l'aide de barrages de roquettes, de brèches dans la clôture de séparation et d’attaques rapides de cibles au sein de bâtiments. Des documents qui auraient été retrouvés par l'armée israélienne sur les corps des assaillants font état de plans visant à faire le plus de victimes possible, y compris en ciblant des enfants,, et des sachets de fénétylline auraient été préparés afin de faciliter le passage à l'acte,.

### Israël à la veille de l'attaque
Du point de vue d'Israël, le Hamas est considéré, jusqu'au 7 octobre 2023, comme un acteur de second plan comparé au Hezbollah libanais, malgré une progression technologique rapide qui est remarquée de conflit en conflit, et l'État d'Israël table sur une mise à niveau technologique de la barrière de séparation pour mettre la bordure de Gaza à l'abri de toute menace, aérienne comme souterraine.
À l'international, la dynamique de normalisation enclenchée par les accords d'Abraham semble proche de réussir grâce à une entente et des relations historiques entre Israël et l'Arabie saoudite. Entreprise trois ans plus tôt sous la présidence de Donald Trump, elle est poursuivie par Joe Biden, et Mahmoud Abbas lui-même qui dénonçait une trahison, ne s'y oppose plus, y voyant une opportunité pour « arracher à Israël le maximum d’acquis pour la cause palestinienne ». 
Sur le plan régional, la coalition nationaliste dirigée par Benyamin Netanyahou mène une politique de « peuplement » ou « colonisation » agressive en Cisjordanie — illégale selon le droit international —, et les agressions de palestiniens par des colons israéliens s'y multiplient,,,.
Cependant, la société israélienne, politiquement divisée en particulier depuis 2018, se clive encore davantage depuis le retour au pouvoir de Benyamin Netanyahou en décembre 2022 : une semaine après l'investiture de son gouvernement, le nouveau ministre de la Justice, Yariv Levin qui juge la Cour suprême d'Israël politisée, veut faire passer une réforme du système judiciaire (en) dans le but de diminuer ses prérogatives au profit de la Knesset, mais les détracteurs de cette réforme estiment qu'elle ouvre la voie à une dérive antilibérale ou autoritaire. Les manifestations de 2023 contre la réforme, perturbent le fonctionnement du pays avec des grèves dans plusieurs secteurs et des appels de réservistes à refuser de faire leur période militaire. Ces dissensions se produisent encore à la veille du 7 octobre 2023, et certains ont spéculé sur leur poids dans le manque d'attention accordé par Israël au Hamas ou l'image de faiblesse qu'elles pouvaient projeter ; un ancien membre du Shin Bet pense même que Yahya Sinwar a pu croire qu'elles empêcheraient Israël de répliquer à une attaque.
Le renseignement militaire a connaissance à partir du 19 septembre d’un projet d’assaut du Hamas, notamment dans le sud du pays, visant à prendre de 200 à 250 otages. Les responsables israéliens jugent cependant ce plan « trop ambitieux » pour le Hamas. Dans les faits, Israël a commis une série de dysfonctionnements qui expliqueront rétrospectivement le succès du Hamas, comme la minimisation voire le déni des signes avant-coureurs : des agriculteurs israéliens remarquent pendant des mois des manœuvres et entraînements qui ont lieu près de la clôture de séparation avec Gaza,, ; une soldate de l'unité 8200 et les observatrices en poste près de la frontière tentent en outre d'alerter leur hiérarchie ou leurs proches de l'arrivée de nouvelles têtes dans la région, du remplacement de bergers par d'autres personnes et de la sensation d'être « étudiées » mais elles ne sont pas entendues,,. Le ministre égyptien du Renseignement déclare, trois jours après le début des hostilités, avoir prévenu le gouvernement israélien que « quelque chose de gros » était en préparation sans réaction de sa part, ce que démentent le cabinet du premier ministre israélien et des informateurs des services de sécurité égyptiens. 
Le 6 octobre, le chef d'état-major, Herzi Halevi, et le chef du renseignement intérieur, Ronen Bar, reçoivent des informations sur l'intention d'agir du Hamas mais décident de ne pas relever le niveau d’alerte, et aucune mesure n'est prise pour faire face à l'éventuelle agression,, car l'on s'attend plutôt à une tentative de prise d'otage locale. Un correspondant militaire affirme que l'armée, jugeant les risques sécuritaires plus grands dans les implantations juives en Cisjordanie en raison de troubles à Huwara et d'altercations au cours de la fête de Souccot, y aurait transféré un bataillon et demi depuis Gaza,, mais cette information a été démentie par un autre correspondant ainsi que par le porte-parole de l'armée[réf. nécessaire]. Des batteries d'artillerie ont été transférées au cours des années précédentes de la frontière sud à la frontière nord et en Cisjordanie.
Une enquête publiée le 1er décembre 2023 par le New York Times affirme que « des responsables israéliens ont obtenu le plan de bataille du Hamas pour l’attaque terroriste du 7 octobre plus d’un an avant qu’elle ne se produise ». Le quotidien américain s'appuie sur un document « d’environ 40 pages » émanant du Hamas, qui « a largement circulé parmi les dirigeants de l’armée et des services de renseignement israéliens »,.
Selon le quotidien Haaretz, l'agence de renseignement intérieure israélienne, le Shin Bet, et les commandants militaires de Tsahal ont discuté d'une éventuelle menace contre le festival de musique Nova près du kibboutz Re'im quelques heures avant l'attaque, mais les organisateurs du festival n'ont pas été prévenus et l’armée n’a pas évacué le festival.

## Tunnels de Gaza
Le réseau de tunnels, connu sous le nom de « métro de Gaza », sert au Hamas pour le stockage, les déplacements et le commandement. Le Hamas utilise des lignes téléphoniques câblées dans les tunnels pour des communications secrètes pendant deux ans, échappant ainsi aux services de renseignements israéliens. Cela permettra l'attaque-surprise réussie contre Israël le 7 octobre, avec des plans spécifiques divulgués peu de temps avant l'opération, prenant les agences de renseignement au dépourvu.
D'après le chercheur François Ceccaldi, les brigades Al-Qassam du Hamas ont procédé à un fort cloisonnement de l'information et tenu au secret une bonne partie de l'organisation pour éviter une fuite qui aurait compromis l'opération du 7 octobre, au point que les membres du bureau politique du Hamas eux-mêmes n'étaient vraisemblablement pas tous informés. Le chercheur Khaled al-Hroub, professeur à l'université Northwestern, estime que les « dirigeants politiques du Hamas ainsi que les alliés du mouvement tels que l'Iran et le Hezbollah n'avaient aucune connaissance préalable de la planification, de la nature et de l'ampleur de l'opération. Le niveau de secret et de sophistication était impressionnant ». Selon une source proche du Hamas citée par Reuters, les informations sur l’opération n’étaient connues que d’une poignée de dirigeants du mouvement.
Israël cible les tunnels utilisés par le Hamas dans sa campagne contre le groupe dans divers endroits, notamment à Beit Hanoun, dans la ville de Gaza et à Rafah, où ils sont utilisés pour la contrebande. Les tunnels transfrontaliers sont utilisés dans le cadre d'opérations de grande envergure. La construction de ces tunnels a été un effort important sur plusieurs années impliquant des travailleurs palestiniens.
Les clans bédouins ont construit les premiers tunnels de contrebande à la barrière entre l'Égypte et la bande de Gaza en 1981. En 2001, le Hamas lance un vaste réseau clandestin initialement destiné à la contrebande, qui a ensuite rempli de multiples fonctions. Les tunnels visent à déplacer les combats sous terre. En 2014, le Hamas emploie 900 personnes pour la construction de tunnels, chaque ouvrage prenant trois mois et coûtant en moyenne 100 000 dollars. Le financement provient de projets commerciaux via les mosquées de Gaza, avec des contributions de l'Iran et peut-être de la Corée du Nord.

## Chronologie

### Barrages de roquettes et frappes de drones

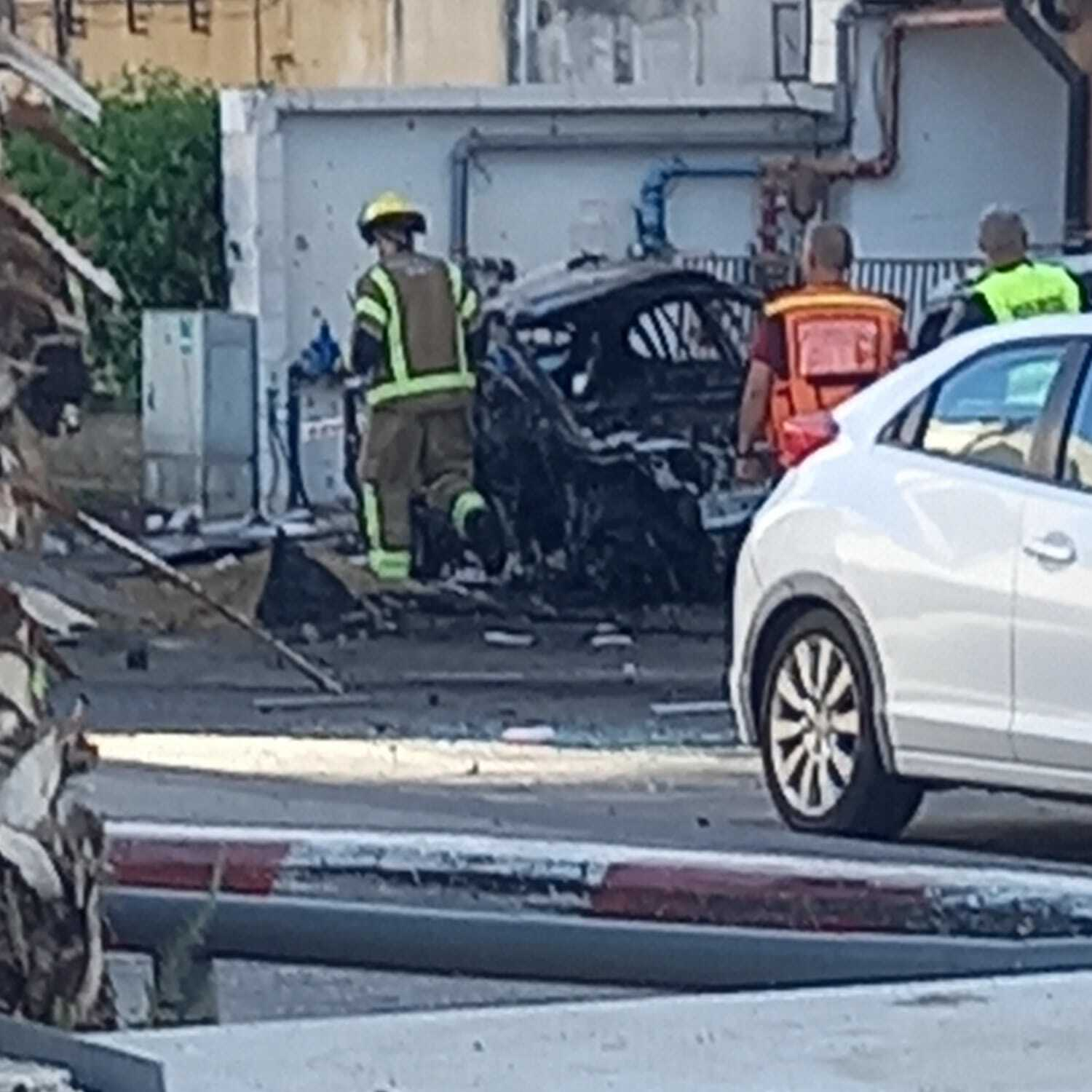
Dommage à la suite d'une attaque à la roquette à Rishon LeZion.

Situation approximative les 7 et 8 octobre 2023.

Vers 06 h 30 à l'heure d'été d'Israël (UTC+3), le 7 octobre 2023, le Hamas annonce le début de l'opération, déclarant avoir tiré plus de 5 000 roquettes depuis la bande de Gaza vers Israël en l’espace de 20 minutes. Des sources israéliennes rapportent qu'au moins 3 000 projectiles ont été lancés depuis Gaza. Au moins cinq personnes sont tuées par ces tirs,,,. Des explosions sont signalées dans les zones entourant la bande de Gaza et dans les villes de la plaine du Sharon, notamment Guedera, Herzliya, Tel Aviv et Ashkelon. Des sirènes sont également activées à Beer-Sheva, Jérusalem, Rehovot, Rishon LeZion et la base aérienne de Palmachim,,. Le Hamas lance un appel aux armes, le haut commandant militaire Mohammed Deïf appelant « les musulmans du monde entier à lancer une attaque ».
Des combattants palestiniens ouvrent également le feu sur des bateaux israéliens au large de la bande de Gaza, tandis que des affrontements éclatent entre les Palestiniens et Tsahal dans la partie orientale de la barrière entre la bande de Gaza et Israël. Dans la soirée, le Hamas lance un nouveau barrage d'environ 150 roquettes vers Israël, avec des explosions signalées à Yavné, Givatayim, Bat Yam, Beit Dagan, Tel Aviv et Rishon LeZion.

### Incursions dans le sud d'Israël
Environ 2 900 combattants du Hamas avec l'équipement militaire d'une brigade infiltrent Israël depuis Gaza en utilisant des camions, camionnettes, motos, bulldozers pour percer la clôture de séparation, vedettes rapides et parapentes,,. Des images et des vidéos semblent montrer des attaquants lourdement armés et masqués, vêtus de treillis noirs, conduisant des camionnettes, et ouvrant le feu à Sdérot, tuant des dizaines de civils et de soldats israéliens et incendiant des maisons. D'autres vidéos montrent des Israéliens faits prisonniers et un char israélien en feu,, ainsi que des attaquants conduisant des véhicules militaires israéliens.
Selon des documents retrouvés sur les corps d'attaquants tués, ceux-ci avaient pour instruction d'attaquer les populations civiles, notamment les écoles primaires et un centre de jeunesse, de « tuer autant de personnes que possible » et de prendre des otages pour les utiliser dans de futures négociations,,. Les attaquants sont préparés à différentes éventualités, comme tuer tous les otages, incendier les maisons et autres propriétés, ou utiliser les otages comme boucliers humains. Certains attaquants portent des caméras corporelles pour enregistrer les actes, vraisemblablement à des fins de propagande. Selon Gina Ligon, expert en contre-terrorisme, le Hamas ne voulait pas que l'on voie ces attaques de civils parce que « ce n'est pas conforme à leur narration qu'ils sont des défenseurs de la Palestine - c'était du terrorisme ». Une note trouvée sur le corps de l'un des terroristes tués indique le message suivant : « l'ennemi est une maladie qui n'a pas de remède, sauf la décapitation et l'ablation des cœurs et des foies ».

#### Rapports initiaux
Le matin de l'attaque, un porte-parole de l'armée israélienne déclare l'intrusion en Israël de terroristes de Gaza par au moins sept endroits différents et l'envahissement de quatre petites communautés rurales israéliennes, la ville frontalière de Sdérot et deux bases militaires depuis la terre et la mer. Selon les médias israéliens, sept communautés sont passées sous le contrôle du Hamas, dont Nahal Oz, Kfar Aza, Magen, Be'eri et Sufa. Le poste-frontière d'Erez est passé sous le contrôle du Hamas, après la mort de quelques soldats et l'enlèvement d'autres, permettant aux attaquants d'entrer en Israël depuis Gaza, après son passage dans un vaste tunnel de quatre kilomètres découvert à quelques centaines de mètres seulement du passage d’Erez trois mois plus tard par Tsahal, permettant le transit de véhicules, d'attaquants et de fournitures qui l'ont empruntés le jour dit. Le commissaire de la police israélienne, Kobi Shabtai, dénombre au moins 21 sites actifs à haut risque de confrontation dans le sud d'Israël.
À 10 h 00, moins de cinq heures après le début des attaques, des combats sont signalés à la base militaire de Réïm, quartier général de la division de Gaza,. Il est rapporté plus tard que le Hamas avait pris le contrôle de la base et capturé plusieurs soldats israéliens avant que Tsahal n'en reprenne le contrôle plus tard dans la journée,. La base aurait été le lieu d’opérations de drones et de surveillance de Tsahal. Le Hamas a publié une vidéo de soldats israéliens morts, tués vraisemblablement dans la base. Lors de l'attaque du poste de police de Sderot, des attaquants auraient tué 30 Israéliens, dont des policiers et des civils,.

#### Autres attaques du 7 octobre
Le 7 octobre 2023, à partir de 6 h 30, le massacre du festival de musique Nova à Réïm, fait au moins 270 morts et de nombreux disparus. Des attaquants à moto ont ouvert le feu sur des participants en fuite, déjà en train de se disperser en raison de précédents tirs de roquettes ayant blessé certains participants ; d'autres seront également pris en otages,,.
Les soldats du Hamas assassinent des civils à Nir Oz,, Be'eri (108 morts) et Netiv HaAsara (15 morts), où ils font des otages et incendient des maisons, Kfar Aza (200 morts), ainsi que dans des kibboutz autour de la bande de Gaza,.
Nir Am est attaqué mais aucun résident n'est blessé. Inbal Rabin-Lieberman, la coordinatrice de la sécurité de 25 ans, aux côtés de son oncle Ami, dirige un détachement de garde qui tue plusieurs attaquants tentant d'infiltrer un élevage de poulets voisin. Ils réussissent à dissuader le reste des assaillants d’entrer dans la localité,,.
D'autres attaquants du Hamas procèdent à un débarquement amphibie à Zikim,. Des sources palestiniennes revendiquent la prise d'assaut de la base locale de l'armée israélienne. Celle-ci déclare avoir tué deux assaillants sur la plage et détruit quatre navires, dont deux canots pneumatiques. Une base militaire en dehors de Nahal Oz est également prise par les attaquants, faisant au moins deux morts parmi les soldats israéliens et au moins six autres capturés.
Parmi les violences commises ce jour-là, témoins et enquêteurs ont recensé de multiples viols, viols en réunion, mutilations et mutilations sexuelles, la plupart du temps suivies du meurtre des victimes. Ces crimes ont été référencés par plusieurs rapports et enquêtes, de l'ONU à Human Rights Watch et compilés par le Rapport Dinah (A Quest for Justice) publié en juillet 2025,.

#### Prises d'otages

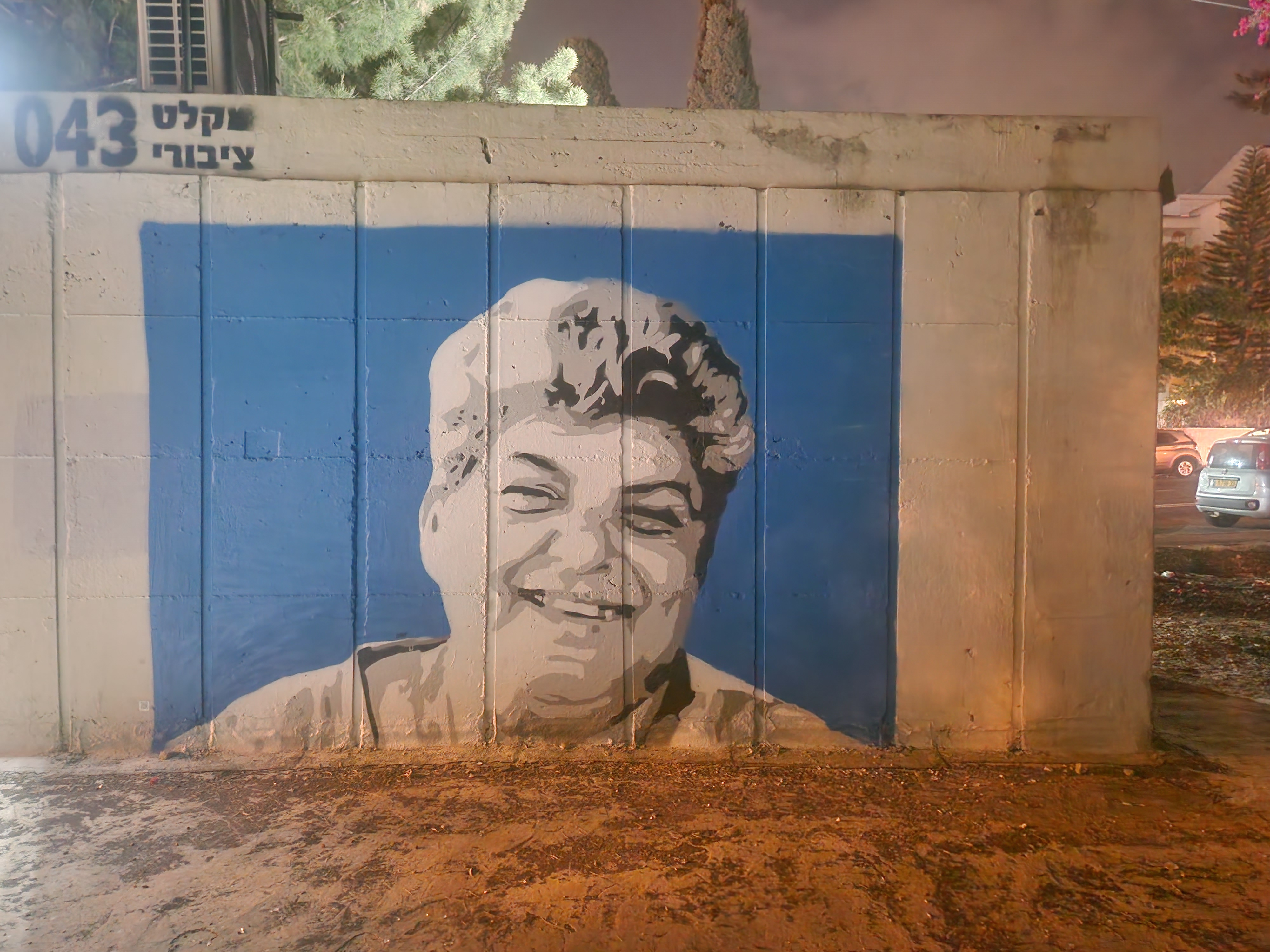
Peinture de Rahel Edri sur un abri public à Haïfa. Prise en otage avec son mari David, « Rahel d'Ofakim » parvient à les amadouer pendant plus de quinze heures avec ses gâteaux, avant d'être secourue par son fils policier.

Au soir du 7 octobre, 251 otages de plusieurs nationalités et confessions ont été capturés par les terroristes et emmenés à Gaza. Les otages sont majoritairement israéliens (juifs et arabes israéliens), népalais, philippins, thaïlandais, argentins, français et américains.
À Be'eri, jusqu'à 50 personnes sont prises en otage ; après 18 heures d'affrontement entre les attaquants et les forces de Tsahal, elles seront libérées. Des otages sont également faits à Ofaqim, où des policiers dirigés par le surintendant principal Jayar Davidov (en) engagent une fusillade avec des attaquants palestiniens ; lui et trois de ses hommes sont tués, et deux otages israéliens sont ensuite secourus par Tsahal dans la banlieue d'Urim. Des informations font état d'attaquants tuant ou kidnappant des animaux de compagnie.
Le 16 octobre, le Hamas affirme détenir 250 otages. Selon l'organisation terroriste, ces prises d'otages ont pour but de forcer l'État israélien à libérer les détenus palestiniens (environ 6 000) peuplant les prisons israéliennes. Avant le 7 octobre, se trouvaient dans les prisons israéliennes 5 200 détenus palestiniens dont 170 mineurs, 1 310 d'entre eux étant en détention administrative, pratique permettant de les détenir indéfiniment sans inculpation, ni procès.

#### Participants
Outre le Hamas, plusieurs groupes terroristes ont participé à l'opération ainsi que des civils. Les brigades de la résistance nationale, la branche armée du Front démocratique pour la libération de la Palestine (FDLP), confirment leur participation à l'opération par l'intermédiaire de leur porte-parole militaire Abu Khaled, affirmant avoir perdu trois combattants au combat avec Tsahal.
Le Front populaire de libération de la Palestine (FPLP) et le groupe La Fosse aux lions expriment leur soutien à l'opération et déclarent une vigilance maximale et une mobilisation générale parmi leurs troupes, et les brigades d'Abou Ali Moustapha (bras armé du FPLP) publient des vidéos le montrant une prise d’assaut des tours de guet israéliennes,.
L'organisation américaine Human Rights Watch (HRW) a identifié cinq organisations palestiniennes ayant pris part à l'attaque en territoire israélien : les Brigades al-Qassam (branche militaire du Hamas), les Brigades al-Qods (branche militaire du Djihad islamique), les Brigades de la résistance nationale (branche militaire du Front démocratique pour la libération de la Palestine), les Brigades d'Abou Ali Moustapha (branche militaire du Front populaire de libération de la Palestine) et les Brigades des martyrs d'al-Aqsa, formées par des militants du Fatah entrés en dissidence avec la direction de leur parti. La coordination revient néanmoins aux Brigades al-Qassam.

#### Usage des caméras corporelles, des téléphones portables et des réseaux sociaux
Le Hamas a pris soin de médiatiser ses actions et de les diffuser sur les réseaux sociaux. Le Hamas lui-même a diffusé des images de victoire sur les réseaux, montrant sa stratégie. Des attaquants se sont filmés à côté de tanks. Les images d’horreur ont très vite dominé, notamment celles montrant des otages vivants puis morts, diffusées sur Telegram. Pour certains Palestiniens, et dans une partie du monde arabo-musulman, elles sont perçues comme des images de victoire. De l’autre côté, les déchirants appels à l'aide et les reportages sur les lieux des massacres révèlent les atrocités perpétrées par le Hamas,.
Tsahal a organisé des projections à l'intention de 2 050 journalistes internationaux d'une compilation de vidéos documentant les atrocités commises le 7 octobre lors de l’attaque du Hamas. Ce sont des séquences trouvées sur les caméras de surveillance ou de véhicule israéliennes, sur les caméras corporelles ou téléphones portables des terroristes du Hamas morts ou prisonniers en Israël ou filmées sur les téléphones portables des victimes par leurs bourreaux, ou diffusées sur les réseaux sociaux gazaouis ou israéliens.
Cette compilation n'est pas rendue publique « à cause des familles. Certaines n’ont pas encore été contactées, certaines ne veulent pas que les images soient diffusées. » Lex journaux Libération et Vanity Fair, notamment, en donnent une analyse détaillée.

## Pertes humaines
Selon des données initiales, au moins 1 400 Israéliens et étrangers ont été tués, dont 1 033 civils, 299 soldats et 58 policiers. L'attaque a fait plus de 3 400 blessés et 200 soldats et civils pris en otage. Le 19 octobre 2023, les autorités israéliennes signalent la disparition de 100 à 200 personnes supplémentaires. Les victimes israéliennes comprennent environ 70 Arabes israéliens, principalement issus des communautés de Bédouins du Néguev,,,. Le 7 octobre, plus de 100 civils sont tués dans le massacre de Be'eri, dont des femmes et des enfants ; et plus de 270 participants sont tués lors du festival de musique de Réïm. Au 10 octobre, 70 personnes sont dénombrés mortes lors du massacre de Kfar Aza. Neuf personnes sont mortes par balle dans un abribus à Sderot. Au moins quatre personnes auraient été tuées à Kuseife. Au moins 400 victimes sont signalées à Ashkelon,, tandis que 280 autres sont signalées à Beer-Sheva, dont 60 dans un état grave. Dans le nord, des blessés à la suite d'attaques à la roquette sont signalés à Tel-Aviv.
Parmi les personnes initialement soupçonnées enlevées mais découvertes mortes figure Vivian Silver, militante pacifiste et ancienne membre du conseil d'administration de l'organisation de défense des droits humains B'Tselem, qui œuvrait en faveur des Palestiniens de Gaza, victime de l'attaque de Be'eri.
L'ancien attaquant du club de football de l'Hapoël Tel-Aviv FC, Lior Asulin (en), fait partie des personnes tuées lors du massacre du festival de musique. Le chef du conseil régional de Sha'ar HaNegev, Ofir Libstein, est tué dans un échange de tirs avec les attaquants. Le commandant de la police de Rahat, Jayar Davidov (en), perd également la vie. L'armée israélienne confirme la mort de 247 de ses soldats. Parmi les morts confirmés figurent le colonel Yonatan Steinberg (en), commandant de la brigade du Nahal, tué près de Kerem Shalom ; le colonel Roi Levy (en), commandant de l'unité multidimensionnelle « Refaim » (en), tué près du kibboutz de Réïm,. Le commandant adjoint druze de la 300e brigade régionale « Baram », le lieutenant-colonel Alim Abdallah, est tué au combat avec deux autres soldats alors qu'il répond à une infiltration en provenance du Liban du Sud le 9 octobre.
Selon des enquêtes, des Israéliens ont été tués par l'armée israélienne lors de son intervention mais le nombre exact de ces victimes demeure inconnu,,.

### Révisions des pertes
Le 10 novembre, Israël révise son bilan des victimes de 1 400 à 1 200 après avoir identifié de nombreux corps comme étant des combattants du Hamas. Ses pertes s'élèvent alors à 859 civils, 283 soldats, 57 policiers et 10 membres du Shin Bet.
En décembre 2023, selon des données de la sécurité sociale, ce chiffre est révisé à 1 139 : 695 civils israéliens (dont 36 mineurs parmi lesquels 20 enfants de moins de 15 ans), 71 ressortissants étrangers et 373 membres des forces de sécurité. Cinq personnes sont portées disparues, dont quatre Israéliens.

### Français
Après un bilan évolutif,, le ministère de l’Europe et des Affaires étrangères annonce un bilan officiel de 42 victimes sans publier de liste nominative fin janvier 2024. La grande majorité des victimes sont principalement des jeunes civils dont une handicapée qui participait au festival de musique Tribe of Nova, des personnes âgées massacrées à leurs domiciles (kibboutz Nir Oz, kibboutz de Be'eri ) des soldats franco-israéliens,, ainsi que plusieurs otages morts en captivité.
Le nombre de victimes françaises est le plus gros contingent d'étrangers tués, avant les Thaïlandais (essentiellement des ouvriers employés dans des communautés agricoles), les Américains et les Ukrainiens. En outre, trois personnes sont toujours portées disparues et présumées otages au 7 février 2024. Lors d'une conférence de presse, le président Emmanuel Macron annonce un hommage national aux victimes françaises du Hamas, qui se tient le 7 février dans la cour des Invalides à Paris, quatre mois jour pour jour après le massacre. La cérémonie d'hommage à laquelle ont été conviées les familles est présidée par Emmanuel Macron qui dénonce, lors de son discours, le « plus grand massacre antisémite de notre siècle »,,.

## Otages

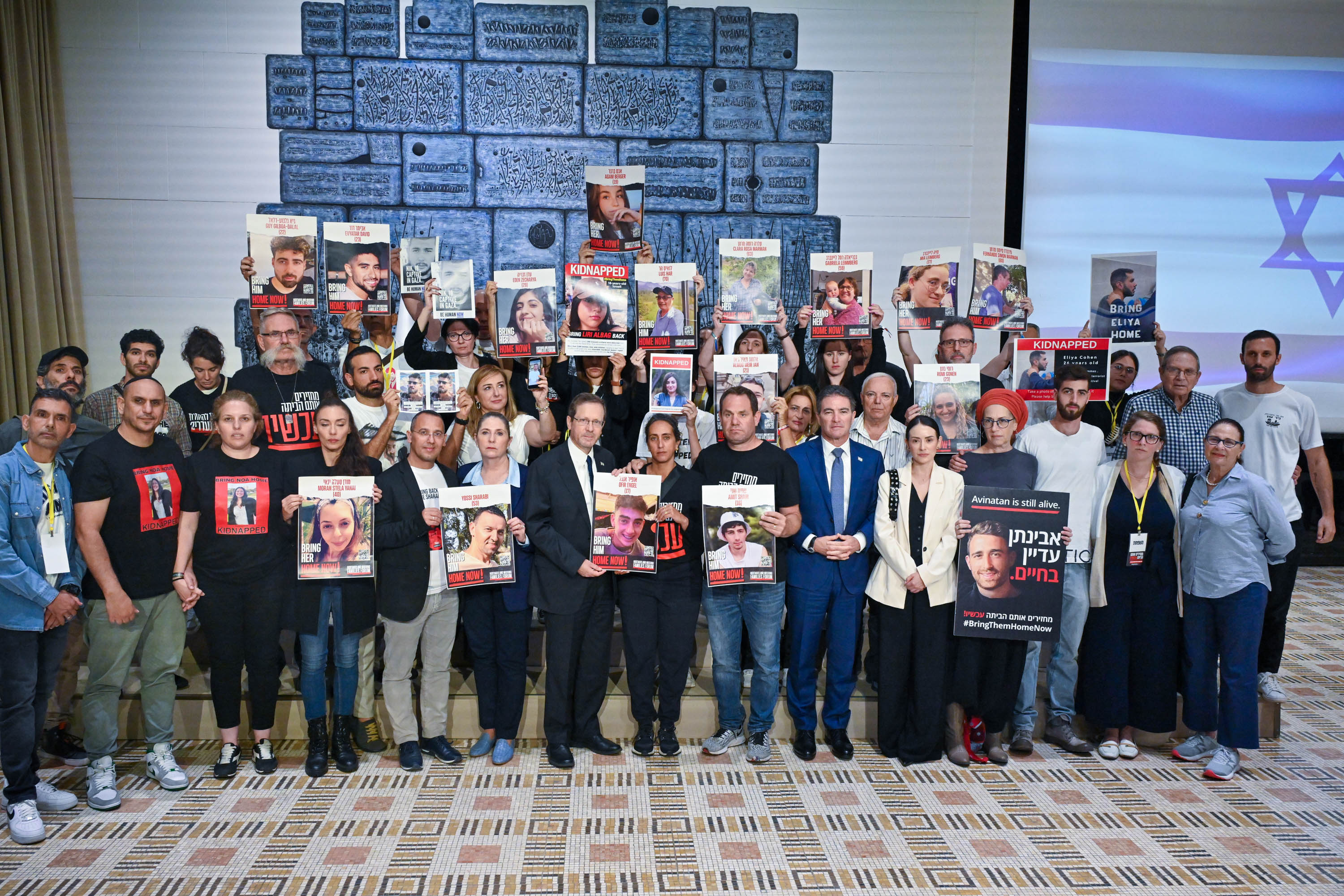
Isaac Herzog, président de l'État d'Israël, a rencontré les familles des personnes kidnappées et disparues détenues par le Hamas.

Au moins 150 Israéliens sont pris en otage par le Hamas et autres groupes palestiniens et transportés vers la bande de Gaza. Le 8 octobre, le Jihad islamique palestinien affirme détenir au moins trente prisonniers. Au moins quatre personnes auraient été emmenées à Kfar Aza. Des vidéos montrent des personnes prises en otages, avec des habitants de Gaza acclamant des camions transportant des cadavres ou les molestant,. Quatre captifs auraient par la suite été tués à Be'eri, tandis qu'une annonce du Hamas affirme qu'une frappe aérienne de Tsahal sur Gaza le 9 octobre a tué quatre otages. À Nir Oz, la famille Bibas est enlevée sous les caméras, et leurs parents sexagénaires assassinés chez eux.
Le 11 octobre, les brigades Izz al-Din al-Qassam publient une vidéo montrant la libération de trois otages, à savoir une femme adulte et deux enfants, dans un espace ouvert près d'une clôture. Israël qualifie la vidéo de « théâtrale ».

## Crimes contre les civils

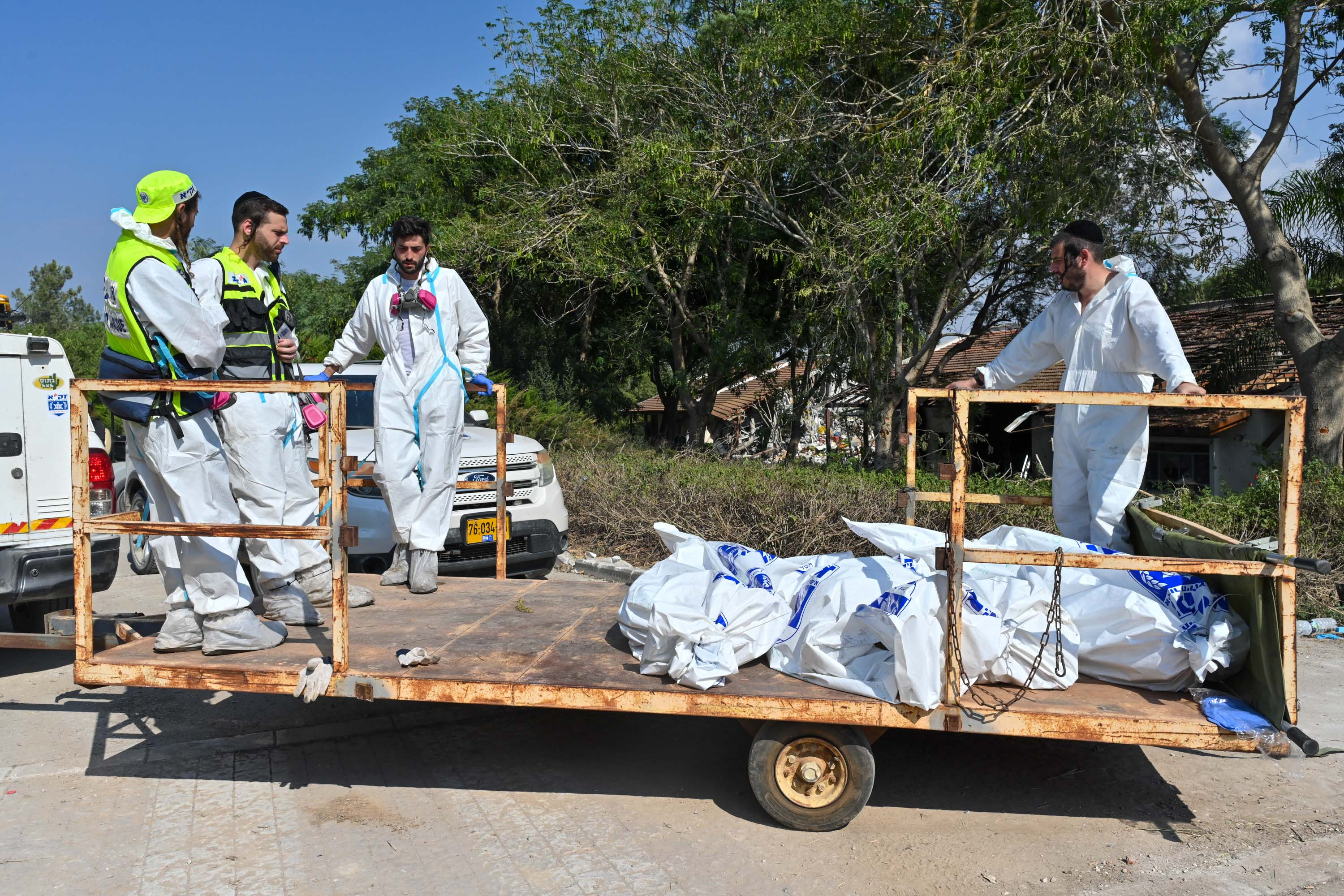
Cadavres à Be'eri.

### Violences diverses et rumeurs
Les forces israéliennes à Kfar Aza indiquent avoir trouvé les corps de victimes mutilés. Le massacre fait par ailleurs l'objet de fausses rumeurs, l'une d'entre elles notamment relayée par le Président américain Joe Biden fait état de 40 bébés décapités,, ce qui s'avèrera être une fausse information. Au total, 36 enfants dont 20 de moins de 15 ans sont tués, dont un bébé tué par balle, selon l'agence nationale de sécurité sociale d'Israël,,.
Le 18 octobre, l'ONG Human Rights Watch, mandatée par la Cour pénale internationale (CPI), dit avoir vérifié des vidéos des attaques du 7 octobre, montrant trois assassinats délibérés, et présente cette analyse dans un dossier d’enquêtes en tant que crimes de guerre présumés.
Selon Yossi Landau, chef régional de l'organisation bénévole d'intervention d'urgence ZAKA, les tactiques utilisées s'avèrent plus cruelles que les actions passées du Hamas, car des corps montrent des signes de torture et d'extrême violence. Dans un kibboutz, les premiers intervenants annoncent que sur 280 corps retrouvés, environ 80 % présentent des traces de torture. Lors du festival de musique de Reïm, environ 70 % des corps auraient reçu une balle dans le dos. Le récit de Yossi Landau comportait cependant la description d'atrocités qui n'ont pas existé comme le massacre de dizaines d'enfants « ligotés, brûlés et exécutés » ou une femme enceinte éventrée afin d'arracher son fœtus. Selon le journaliste Graeme Wood, des séquences vidéo extraites des caméras corporelles portées par les assaillants montrent plusieurs victimes « vivantes au début de la séquence…, [et] à la fin, elles sont mortes. Parfois, après leur mort, leurs corps sont profanés ». D'autres vidéos montrent des terroristes tirant sur des enfants, exécutant des hommes en civil, lançant des grenades dans des abris civils, suivis dans un cas de la décapitation d'un ouvrier agricole thaïlandais,,,. Le photographe du Yediot Aharonot, Roy Edan (en) est porté disparu à Kfar Aza. Sa femme est tuée et deux de leurs enfants parviennent à se cacher dans un placard jusqu'à leur secours. Le corps d'Edan est identifié dix jours plus tard comme l'une des victimes du massacre de Kfar Aza.
Selon le Dr Chen Kugel, directeur de l'Institut médico-légal d'Abu Kabir de Jaffa à Tel Aviv, des centaines de corps sont arrivés à l'institut dans un état « méconnaissable ». Les pathologistes et archéologues doivent traiter, entre autres, des fragments d'os récupérés lors d'incendies ; un lit d'enfant imbibé de sang ; des victimes attachées puis exécutées ; deux victimes attachées puis brûlées vives.

### Violences sexuelles
Selon un ancien grand-rabbin de l’armée israélienne (membre d'une l’équipe chargée d’identifier les corps), de nombreux cas de viol et de torture ont eu lieu, arguments appuyés par un adjudant de réserve israélien citant des examens médico-légaux révélant plusieurs cas de viol et par ce que l'on peut déduire des photographies et vidéos de corps en position délicate. Cependant selon Reuters, « le personnel militaire supervisant le processus d'identification n'a présenté aucune preuve médico-légale sous forme de photos ou de dossiers médicaux », une semaine après le massacre.
Le 13 novembre 2023, la police israélienne débute son enquête officielle sur des violences sexuelles, dont des viols et des mutilations, commises sur des femmes (et quelques hommes) par des terroristes du Hamas et autres membres, le 7 octobre,,.
Le 9 décembre, la BBC présente un rapport détaillé sur les différentes agressions sexuelles incluant viols et mutilations sur des jeunes filles et femmes israéliennes, particulièrement lors du massacre du festival Nova de musique à Réïm,,. The New York Times, notamment, fait écho de ces violences sexuelles, fin décembre.
Le 14 février 2024, les organisations Forum des familles des otages et centre Raoul Wallenberg remettent au bureau du procureur de la CPI à la Haye un document accusant le Hamas de « crimes contre l'humanité ». La CPI n'est pas reconnue par l'État d'Israël.
Le 4 mars 2024, une mission de l'ONU indique avoir de « bonnes raisons de croire » que « des viols et des viols en réunion » se sont produits lors des attaques du 7 octobre 2023, et parfois sur certains otages durant leur captivité dans la bande de Gaza,.
Le 17 juillet 2024, Human Rights Watch (HRW) publie un rapport qui relate les nombreux crimes notamment des crimes contre l'humanité perpétrés lors de l'attaque du 7 octobre 2023. HRW dresse un inventaire sans appel : « Attaques délibérées et aveugles contre des civils et des biens civils, meurtres intentionnels de personnes détenues, traitements cruels et inhumains, violences sexuelles et sexistes, mutilations et vols de dépouilles, utilisation de boucliers humains. […] Des centaines de crimes de guerre ont été commis par des groupes armés palestiniens. » Le rapport incrimine non seulement le Hamas mais aussi le Jihad islamique palestinien.

## Réactions

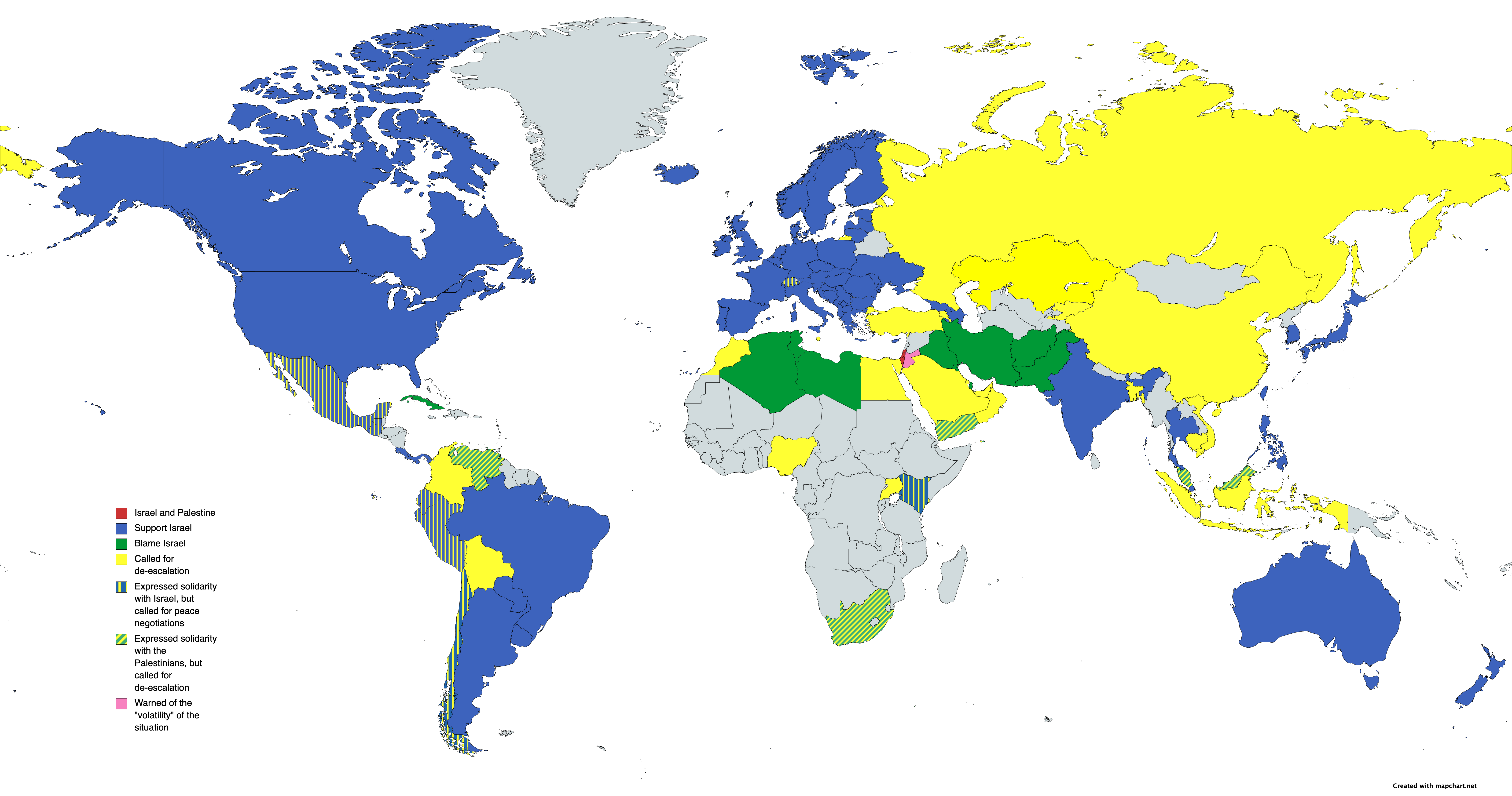
Réactions internationales à l’attaque du Hamas contre Israël, 8 octobre 2023.

L'attaque, qui coïncide avec le Shabbat et la fête juive de Sim'hat Torah, semble avoir été une surprise totale pour les Israéliens. Cette journée est considérée comme la plus sanglante de l'histoire d'Israël et la plus meurtrière pour les Juifs depuis la Shoah,. D'autres commentateurs utilisent également le terme de « pogroms »,.
Selon le politiste franco-israélien Ilan Greilsammer, spécialiste de l’histoire du sionisme, les communautés israéliennes qui ont été les principales victimes de l'attaque étaient, paradoxalement, favorables à l'indépendance palestinienne et engagées contre la politique coloniale du gouvernement israélien. Les kibboutz de Kfar Aza et de Be’eri partageaient « un idéal de vie collective et écologiste éloigné de la politique du gouvernement ».
Le professeur Salman al-Dayah, considéré comme le plus éminent érudit islamique de Gaza, émet une fatwa critiquant les attaques du 7 octobre 2023. Selon lui, le Hamas a par ces attaques « violé les principes islamiques régissant le djihad ».

### Déclenchement de la guerre de Gaza
Le Premier ministre Benyamin Netanyahou et le ministre de la Défense Yoav Gallant mènent des évaluations de sécurité au quartier général de Tsahal à Tel Aviv,. Gallant approuve ensuite la mobilisation de dizaines de milliers de réservistes de l'armée, et déclare l'état d'urgence dans les zones situées dans un rayon de 80 kilomètres de la frontière de Gaza. Il déclare également que le Hamas « a commis une grave erreur » en lançant son attaque et promet qu'« Israël gagnera ». L'armée israélienne annonce un « état de préparation à la guerre ». Les réservistes devront être déployés non seulement à Gaza, mais également en Cisjordanie et le long des frontières avec le Liban et la Syrie. Les habitants des zones autour de la bande de Gaza sont priés de rester à l'intérieur, tandis que les civils du sud et du centre d'Israël sont « tenus de rester à côté des abris ». Les routes autour de la bande de Gaza sont fermées par Tsahal et les rues de Tel-Aviv également.
À la suite de l’assaut, Israël déclare un état de préparation accru à un conflit potentiel. L’armée israélienne augmente l’état de préparation à la guerre et Netanyahu convoque une réunion d’urgence des autorités de sécurité. L'armée israélienne signale en outre avoir lancé des actions ciblées dans la bande de Gaza dans le cadre de ce qu'elle appelle l'opération Épées de Fer (hébreu : מבצע חרבות ברזל (Mivtsá charvót barzél)),,. Le commissaire de la police israélienne Kobi Shabtai annonce l’existence d'un « état de guerre », à la suite de ce qu'il appelle « une attaque massive depuis la bande de Gaza ». Il annonce également la fermeture de toute la région sud d'Israël au « mouvement civil » ainsi que le déploiement de l'unité antiterroriste Yamam dans la zone. Selon le porte-parole en chef de Tsahal, le contre-amiral Daniel Hagari, quatre divisions sont déployées dans la zone, augmentant ainsi les 31 bataillons préexistants.
D'après le président israélien Isaac Herzog, le pays est confronté à « un moment très difficile » et offre force et encouragements à l'armée israélienne, aux autres forces de sécurité, aux services de secours et aux habitants attaqués. Dans une émission télévisée, Netanyahu annonce : « Nous sommes en guerre ». Dans un discours ultérieur, il menace de « transformer Gaza en une île déserte » et exhorte ses habitants à « partir immédiatement ».
Alors que les aéroports Ben Gourion et Ramon demeurent opérationnels, plusieurs compagnies aériennes annulent des vols à destination et en provenance d’Israël,,. Les chemins de fer israéliens suspendent le service dans certaines parties du pays et remplacent certaines routes par des lignes de bus temporaires,, tandis que les navires de croisière suppriment des dessertes de ports tels qu'Ashdod et Haïfa de leurs itinéraires.
Le 7 octobre, le cabinet de sécurité israélien vote en faveur d'une série d'actions visant à provoquer la « destruction des capacités militaires et gouvernementales du Hamas et du Jihad islamique palestinien », selon un communiqué du bureau du Premier ministre. Israel Electric Corporation, qui fournit jusqu'à 80 % de l'électricité de la bande de Gaza, coupe l'électricité dans la région. En conséquence, l'approvisionnement en électricité de Gaza est réduit de 120 MW à seulement 20 MW, l'obligeant à s'appuyer sur des centrales électriques financées par l'Autorité palestinienne.

### Réactions de la société israélienne
En Israël, dans les mois qui suivent l'attaque du Hamas, la population reste marquée par les exactions commises contre des civils israéliens. Hormis quelques voix isolées, le sentiment général penche vers la vengeance à l’égard des Palestiniens et rejette toute solution politique. La poursuite de la colonisation en Cisjordanie occupée ne suscite presque plus d'opposition tandis qu'un consensus émerge autour du soutien à la guerre. Dans les médias, les images des forces israéliennes en combat tournent en boucle, tandis que celles des massacres qu’elles commettent à Gaza sont quasi inexistantes,. Le Monde évoque même une « banalisation » des discours génocidaires, tenus sur les plateaux de télévision et dans les think tanks mais aussi dans les plus hautes sphères de l’État.
Les citoyens palestiniens d’Israël sont souvent considérés comme des ennemis de l'intérieur par la classe politique et les médias israéliens, une tendance qui s'est encore accentuée à partir de l'attaque du Hamas. En moins d'un mois, la police arrête ou ouvre une enquête contre 251 personnes, dont la moitié pour des publications sur les réseaux sociaux. Un like, un partage ou un message de solidarité avec Gaza peut conduire à l'ouverture d'une enquête. Et la répression ne vient pas uniquement des autorités : les Arabes israéliens sont aussi surveillés et interrogés par leurs employeurs, leurs universités, leurs collègues ou leurs voisins. Des centaines de personnes sont licenciées ou suspendues de leur travail ou de leurs études, pour une publication privée ou un propos tenu en petit comité. Les manifestations pacifistes sont interdites dans les villes arabes, le droit de manifester étant réservé aux seuls citoyens juifs.

## Polémiques

### Fausses informations
De nombreuses fausses informations, notamment des atrocités sur des bébés et des femmes enceintes, ont été diffusées pendant des semaines par des secouristes volontaires, des soldats ou responsables de Tsahal, mais aussi au sommet de l’État et de la diplomatie israélienne, et largement reprises dans la presse mondiale. Selon Libération, cette campagne de désinformation a eu pour but de rallier, puis consolider, le soutien de l'opinion israélienne et internationale aux violentes représailles à Gaza.

### Allégations de Honest Reporting
Des journalistes reporters d'images gazaouis collaborant avec des médias occidentaux, comme Reuters, Associated Press, New York Times ou CNN, sont accusés dans un rapport du groupe de pression pro-israélien Honest Reporting d'avoir été au courant de l'opération terroriste et de s'être embarqués avec les terroristes tôt ce matin-là pour rapporter des images et d'avoir été témoins d’exactions du Hamas sans intervenir. Certains se seraient filmés en train de franchir avec les assaillants la frontière sectionnée et auraient filmé ou photographié l'enlèvement de plusieurs civils, comme celui de la famille Bibas, ou même le corps de l'Israélo-allemande Shani Louk gisant à l’arrière d’un pick-up, sans secourir quiconque,. L'un d'eux se serait filmé à moto avec un membre du Hamas qui tenait une grenade à la main. L'agence Reuters a démenti ces accusations. Selon Le Monde, Honest Reporting n'a « apporté aucune preuve à l'appui de ses allégations »,. Honest Reporting a par la suite fait marche arrière, reconnu n’avoir aucune preuve et expliqué avoir « simplement soulevé des questions ». Des medias occidentaux ayant acheté leurs films et clichés nient toute complicité en amont de leur part ; certains soutiennent leurs journalistes et d'autres ont coupé toute relation avec eux. TF1infos rappelle que « le fait d’être au plus près des agissements du Hamas ne signifie pas » que les journalistes palestiniens aient été informés au préalable de l’opération du Hamas ou aient cautionné leurs actes. Depuis, Honest Reporting admet que les groupes de presse n'étaient pas au courant des attaques et s'en dit soulagée.
Le 13 novembre, le photographe journaliste Yasser Qudih survit au bombardement de sa maison où des membres de sa famille périssent, alors qu'il faisait partie des mis en cause par Honest Reporting.

### Otages tués par l'armée israélienne
Les familles des victimes exigent la vérité pour savoir si leurs proches ont été tués par des tirs israéliens dans l’après-midi du 7 octobre à Be’eri. Une quarantaine d’hommes du Hamas s'étaient retranchés dans une maison et utilisaient quatorze otages comme boucliers humains face à l’armée israélienne. Après un affrontement de plusieurs heures, Tsahal a fini par prendre la décision de tirer délibérément au tank sur l’habitation qui a en partie brûlé. Tous les Palestiniens (sauf un, qui s’est rendu) ont été tués, ainsi que douze des otages.
Selon une enquête du New York Times, publiée le 30 novembre 2023, le renseignement militaire israélien détenait depuis un an un document du Hamas détaillant les mêmes modalités que celles de l'attaque du 7 octobre. Ce document, connu sous le nom de code « Jericho Wall », circulait parmi la hiérarchie militaire israélienne sans qu'on sache s'il était connu de Benyamin Netanyahou. Un analyste de l'unité 8200, qui avait repéré en juillet des manœuvres d'entraînement du Hamas similaires à celles que décrivait le document, avait averti sans succès sa hiérarchie.
L'armée israélienne aurait mis en œuvre la « directive Hannibal » qui consiste à empêcher le risque de prise d’otage même au prix de la mort des captifs,.

### Connaissance israélienne de l'attaque
D'après des informations révélées en juin 2024 par la radio-télévision publique israélienne, le renseignement militaire israélien, l'unité 8200, avait connaissance trois semaines avant les attaques du 7 octobre 2023 d'un projet d'assaut du Hamas, dont le but était de prendre plusieurs centaines d'otages en Israël. Le mémo de l'unité 8200 mentionne que les entraînements des combattants du Hamas portaient sur l'attaque de bases militaires et le « transfert des soldats captifs aux commandants de compagnie ». Leur objectif étant de prendre « 200 à 250 otages ». Les autorités israéliennes ne semblent pourtant pas avoir pris de mesure pour prévenir cette attaque. Le Premier ministre Benjamin Netanyahu refuse également l’ouverture d’une commission d’enquête officielle sur le 7 octobre avant la fin de la guerre en cours à Gaza.
Le 21 janvier 2025, le général Herzi Halevi annonce qu'il quittera sa fonction de chef d'état-major le 6 mars 2025, s'attribuant la responsabilité dans l'échec de la protection d'Israël lors de l'attaque du 7 octobre.

### Comparaison avec la Shoah
Cette journée est décrite par divers médias et hommes politiques, comme la plus sanglante de l'histoire d'Israël et la plus meurtrière pour les Juifs depuis la Shoah,,.

## Filmographie
- 2024 : Yves Azeroual, 7 octobre, Israël attaqué par le Hamas. L'histoire d'un massacre, 2024[289],[290]
- 2024 : José Ainouz, 7 octobre 2023, un crime sans nom, 2024[291],[292]